# بيلي بيشوف
بيلي بيشوف (بالإنجليزية: Billy Bischoff)‏ هو لاعب دوري الرغبي أسترالي، ولد في 1912، وتوفي في 1988.